# Còdex
Un còdex és un llibre antic escrit a mà durant l'edat mitjana. Etimològicament, procedeix del llatí caudes,-icis o codex, -icis ('tronc') que, al seu torn, prové del caldeu caudex ('taula'). Per als romans, el caudex era la tauleta de cera per escriure. Pel desplaçament semàntic metafòric, en els inicis del cristianisme va designar el llibre en el seu format actual, diferent del dels rotlles usats fins llavors.

## Història
Des del segle iv, els còdexs van començar a substituir els rotlles, encara que aquests últims es van utilitzar de manera aïllada durant l'edat mitjana. El format de llibre té el seu antecedent en els díptics de l'antiga Roma, els quals estaven conformats per un parell de tauletes de fusta unides per una frontissa; l'interior d'aquestes tauletes tenia una capa de cera en la qual es podien fer anotacions amb ajuda d'un estilet.
La substitució dels rotlles per còdexs es va deure en part al fet que era més fàcil buscar un passatge específic en un còdex, perquè aquests es conformen de diversos fulls doblegats i lligats, mentre que el rotllo s'havia de desenrotllar del tot a la vegada que s'anava enrotllant per l'altra banda. A més, el còdex oferia altres avantatges tècnics i de conservació com la facilitat de guardar els documents en una biblioteca i la de decorar les pàgines mitjançant miniatures sense el perill que aquestes es clivellassin, com succeïa amb els rotllos.
Existeixen proves que al segle ii el format del còdex era el preferit pels cristians, al contrari que altres religions, que continuaven utilitzant el rotlle; aquests primers còdexs es van manufacturar en papir, que era més lleuger i fàcil de transportar que els volums de pergamí.
A partir del segle vi, el còdex va fer-se més popular fins a culminar en el renaixement carolingi del segle viii, quan molts documents en rotllos que no van ser transcrits al pergamí es van perdre per sempre.

## Format i materials utilitzats

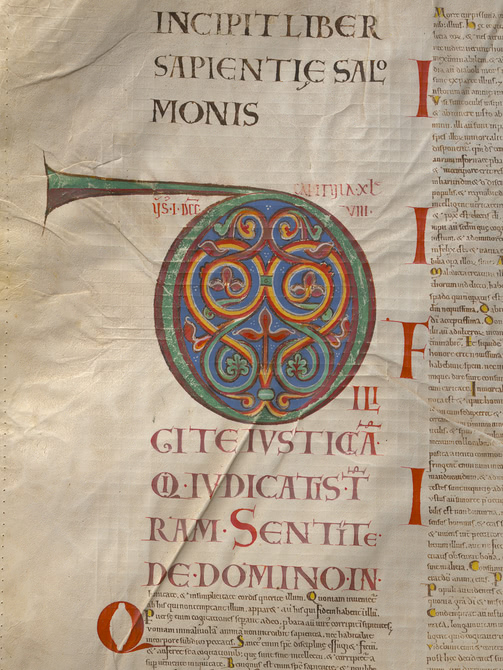
Imatge del còdex Gigas, manuscrit del

El còdex està format per un conjunt de fulls de pergamí o de papir (o alternant ambdós materials) rectangulars. Aquests materials es dobleguen de manera que formen cares a sobre de les quals es pot escriure. Es protegeixen mitjançant una enquadernació unida amb una costura per constituir el còdex complet. Els quaderns eren denominats pels romans duerniones, terniones, cuaterniones o quinterniones, segons el nombre de fulls continguts abans del doblec. Com que els més freqüents eren els de quatre (doblegat vuit vegades) ha quedat el nom de quaderns (quaterni) per a designar-ne els exemplars més petits.
El papir es va utilitzar des del segle iv aC. Egipte en va ser el productor principal durant tres mil anys; no obstant això, va començar a perdre importància a partir del segle ii per mor de la competència del pergamí, però va continuar sent «material venerable» per a certs documents oficials durant l'edat mitjana. Aquests documents de papir van ser sempre menys comuns i necessitaven ser reforçats pel dors per evitar-ne la ruptura. Només s'escrivien en una de les cares i per això són anomenats anopistògrafs.
El pergamí es coneixia ja des de temps d'Èumenes II de Pèrgam (195-158 aC). Se'n va fabricar a la ciutat de Pèrgam, d'aquí el seu nom. El pergamí era més car que el papir perquè, per poder fer un sol document, s'havien de sacrificar un gran nombre d'animals. Tanmateix, el pergamí era menys trencadís i resistia millor els pas del temps, per la qual cosa va fer-se més popular. Els còdexs de pergamí solien escriure's a les dues cares (opistògrafs). En els exemplars més luxosos, al pergamí s'hi aplicaven fulles d'or o tint de porpra; les enquadernacions podien tenir incrustacions de materials preciosos, com joies enfilades, làmines repujades en or, plata o incrustacions d'ivori.

## Còdexs precolombins

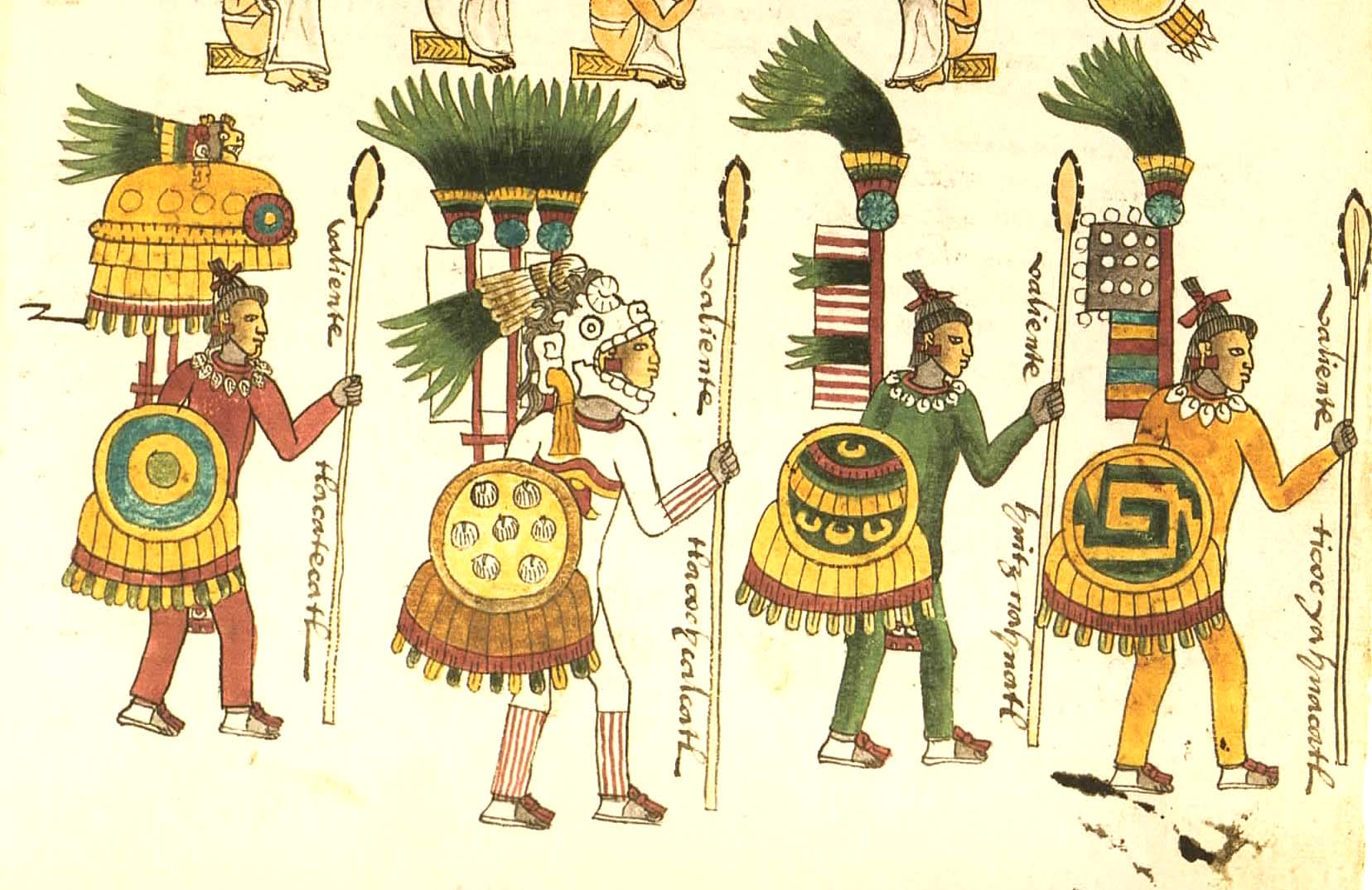
Guerrers asteques en el còdex Mendoza

Els còdexs precolombins difereixen notablement de les normes abans descrites per als còdexs occidentals. Els documents americans de procedència indígena, també anomenats còdexs, es manufacturaven amb tires de pell de cérvol o de paper amate. Aquests últims es van crear a final del segle xvi.
Encara que els còdexs precolombins són bàsicament del mateix tipus que els còdexs europeus, les pàgines no eren disposades com un llibre, sinó enganxades entre si de tal manera que el conjunt es plegava com un acordió. Les pàgines es preparaven amb una base d'estuc o guix, i posteriorment es pintaven. Els còdexs americans es divideixen principalment en tres grups:
- Mexicans, fets de pell i corresponents a la cultura mexicana del centre de Mèxic.
- Maies, fabricats en paper d'atzavara i procedents de Yucatán i Amèrica central.
- Mixteques, fets en pell i pertanyents a la cultura mixteca, situada principalment en l'estat mexicà d'Oaxaca.

Aquests còdexs presenten una escriptura pictogràfica que, al contrari de l'escriptura occidental, es llegeix començant per la dreta. Aquests documents normalment s'escrivien per ambdues cares, com en el cas dels còdexs occidentals. Hi ha, també, alguns còdexs posteriors a la conquesta espanyola, encara que, en aquests casos, la qualitat de les imatges és menor a causa de la pèrdua dels models i tècniques propis de les cultures americanes i per un intent d'adaptació als estils europeus.

## Llista de còdex bíblics
- Còdex Sinaiticus, segle iv.
- Còdex Vaticanus, segle iv.
- Còdex Alexandrinus, segle v.
- Còdex Bezae, data del segle v.
- Còdex Cairensis, any 895.
- Còdex Aleppo, 930 dC.
- Còdex de Leningrad, 1008 dC.